# Карл Теодор фон Турн и Таксис
Карл Теодор Франц Камилус Каспар Максимилиан Раймунд Нонатус фон Турн и Таксис (на немски: Karl Theodor Franz Camillus Caspar Maximilian Raimund Nonnatus Prinz von Thurn und Taxis; * 17 юли 1797 в Прага; † 21 юни 1868 в Мюнхен) е принц на Турн и Таксис от бохемската линия и кралски баварски генерал на кавалерията.
Той е четвъртият син (от шестте сина) на генерал-майор принц Максимилиан Йозеф фон Турн и Таксис (1769 – 1831) и принцеса Мария Елеонора фон Лобковиц (1770 – 1834). Курфюрст Карл Теодор е негов кръстник, който на една година на 3 юни 1798 г. му преписва собствеността на фамилния драгонски регимент „Таксис“.
Карл Теодор фон Турн и Таксис влиза на 8 септември 1814 г. в баварската войска. През 1830 г. той се издига на генерал-майор и 1838 г. на генерал-лейтенант. На 20 ноември 1848 г. той е командант на II. Баварски военен-корп. На 6 август 1850 г. крал Максимилиан II Баварски го повишава на генерал на кавалерията. Той марширува късно през есента 1850 г. начело на войските в Курфюрство Хесен и се труди за запазването на мира. На 9 февруари 1851 г. заради постиженията му кралят го прави доживотен кралски имперски съветник. В началото на 1851 г. той поема до 1855 г. командването на I. армейски-корп. При избухването на Немската война, той е на седемдесет години и вече болнав, става командир на войска при принц Карл Баварски. След битката при Кисинген (на 10 юли 1866) той се оттегля и умира през 1868 г. в Мюнхен, където е и погребан.

## Фамилия
Карл Теодор фон Турн и Таксис се жени на 20 октомври 1827 г. в дворец Тегернзее за Юлиана Каролина фон Айнзидел (* 20 декември 1806, Мюнхен; † 1846, Залцбург), дъщеря на дипломата граф Карл фон Айнзидел (1770 – 1841) и фрайин Вилхелмина Луиза Аделайда фон Еделсхайм (1778 – 1830). Те имат четири деца:
- Луиза София Мария Амалие фон Турн и Таксис (* 21 декември 1828, Ансбах; † 7 януари 1916, Вюрцбург), омъжена на 8 юни 1853 г. в Мюнхен за фрайхер Херман фон Гутенберг (* 28 март 1816; † 25 април 1882)
- Аделхайд Каролина фон Турн и Таксис (* 15 октомври 1829, Ансбах; † 7 септември 1888, дворец Ваал), омъжена на 8 юни 1853 г. в Мюнхен за княз Филип Франц фон дер Лайен и цу Хоенгеролдсек (* 14 юни 1819; † 24 юли 1882)
- Максимилиан Карл Фридрих фон Турн и Таксис (* 31 октомври 1831, Вюрцбург; † 10 юни 1890, Нойвителсбах при Мюнхен), принц, женен на 13 октомври 1860 г. в Мюнхен за Амелия Евгения Ташер де ла Пагери (* 23 ноември 1839; † 28 март 1905); имат седем деца
- София Анна Юлия фон Турн и Таксис (* 13 август 1835, Вюрцбург; † 23 юни 1913, Зандицел), омъжена на 15 ноември 1864 г. в Мюнхен за граф Макс Йозеф Ортолф фон и цу Зандицел (* 7 януари 1816; † 15 декември 1881)